# Макс и Мориц
«Макс и Мо́риц. История мальчиков в семи проделках» (нем. Max und Moritz — Eine Bubengeschichte in sieben Streichen) — произведение немецкого поэта-юмориста Вильгельма Буша. Впервые было опубликовано 4 апреля 1865 года.
История в стихах повествует о проделках двух непослушных мальчиков, направленных по замыслу автора против уважаемых в обществе того времени лиц: портного, учителя, пекаря и фермера. История Макса и Морица состоит из семи частей по количеству проделок, пролога и эпилога. Вся история и проделки озорников заканчиваются печально: Макс и Мориц попадают под жернова мельницы и идут на корм уткам.

## Сюжет

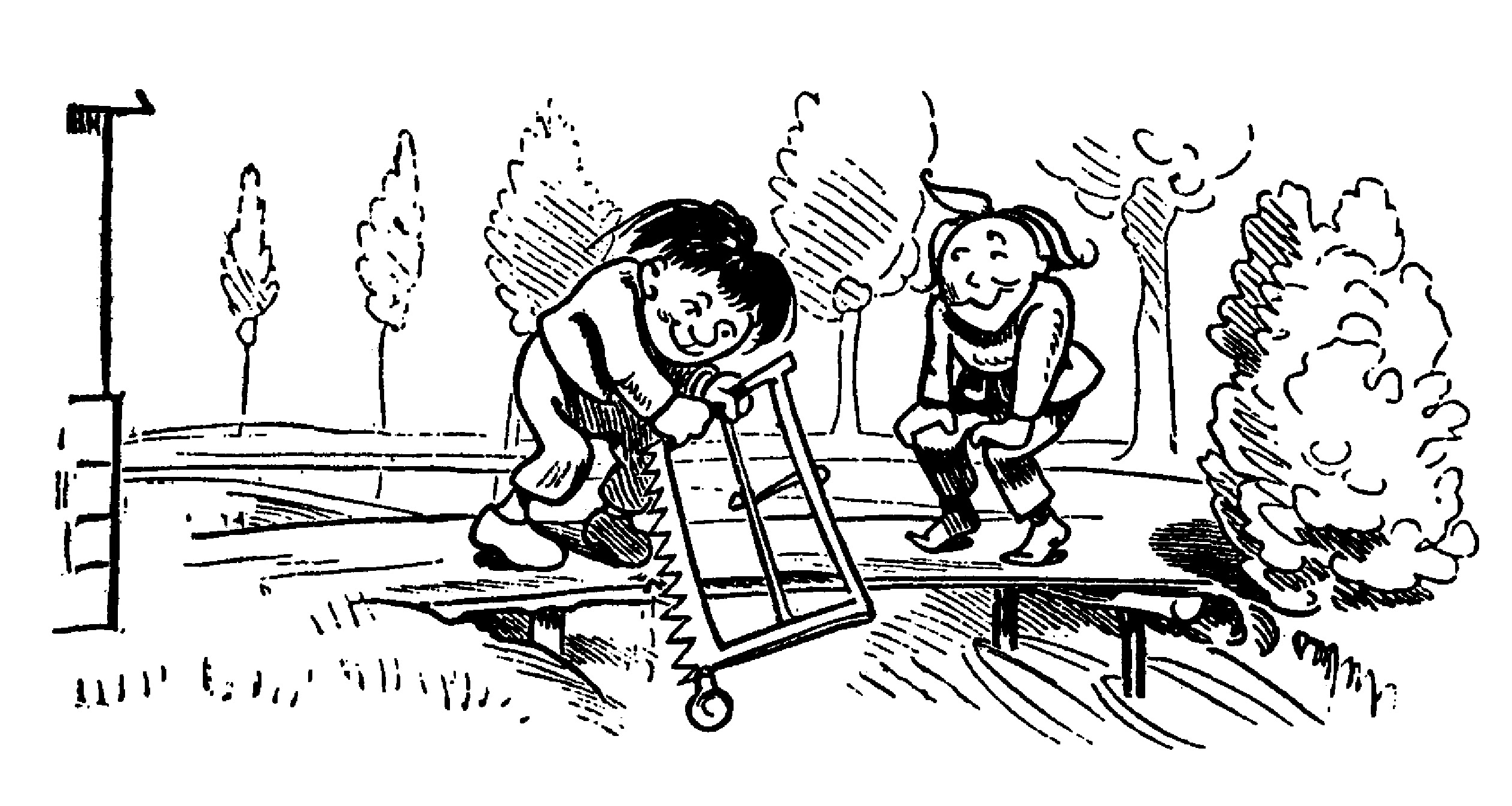
Макс и Мориц пилят мост

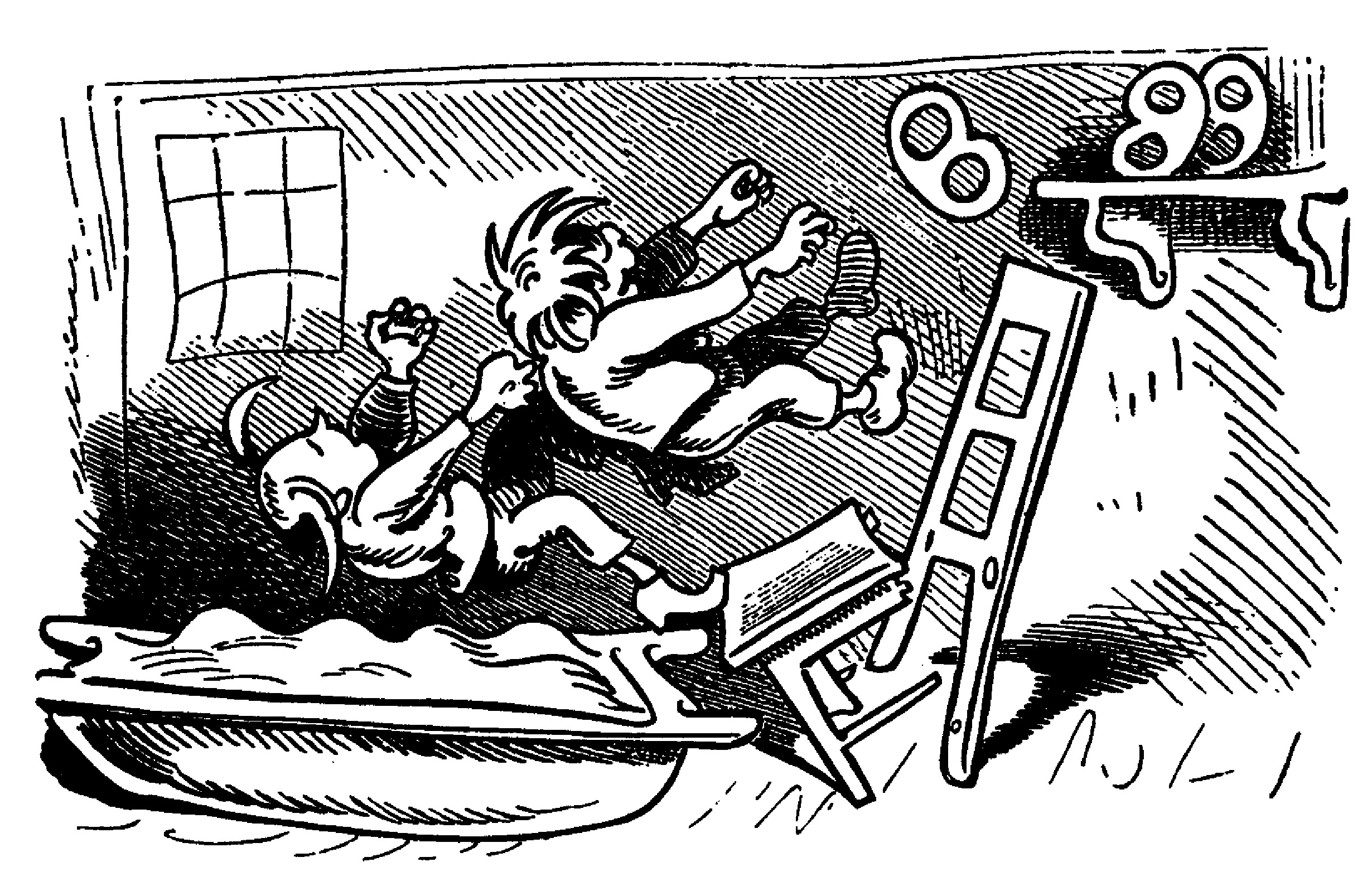
Макс и Мориц падают в тесто

Произведение состоит из небольшого вступления и заключения, а также 7 историй о проделках Макса и Морица:
1. Макс и Мориц связывают в середине две верёвки и на каждый из концов прикрепляют по кусочку хлеба. При помощи этого приспособления они ловят у одной вдовы петуха и трёх кур, так что все четыре птицы, заглотив хлеб, оказались пойманными на верёвку и, взлетев, повисли на ветке дерева.
2. Увидев, что сотворили Макс и Мориц, вдова решает зажарить птиц и съесть. Однако, пока она идёт в погреб за квашеной капустой, Макс и Мориц при помощи удочки через трубу вытаскивают из печи всех кур, после чего съедают их.
3. Решив проучить известного портного, Макс и Мориц подпиливают мост через речку возле его дома, а потом начинают оскорблять его, стоя на другом берегу. Когда портной бросается на обидчиков, мост ломается, и он оказывается в холодной воде, откуда ему едва удаётся выбраться.
4. Решив досадить мудрому пастору, который любит курить трубку, Макс и Мориц наполняют трубку порохом. Когда пастор зажигает её и затягивается, происходит взрыв, так что он чудом остаётся жив.
5. Макс и Мориц ловят множество майских жуков и засовывают в постель своему пожилому дяде. Когда тот засыпает, жуки начинают ползать по нему, так что ему приходится долго охотиться за ними.
6. Макс и Мориц проникают в пекарню, чтобы полакомиться сладкой выпечкой. Они падают в корыто с тестом, а пришедший пекарь вываливает их в муке и запекает. Однако им удаётся прогрызть в печёной оболочке дыры и сбежать.
7. Макс и Мориц разрезают мешки у фермера, и его зерно высыпается. Он ловит мальчишек и относит к мельнику в мешке, прося перемолоть их. Мельник так и делает, а размельчённых Макса и Морица склёвывают утки.

В заключении сообщается, что о гибели двух сорванцов никто из жителей не горевал.

## Художественные особенности

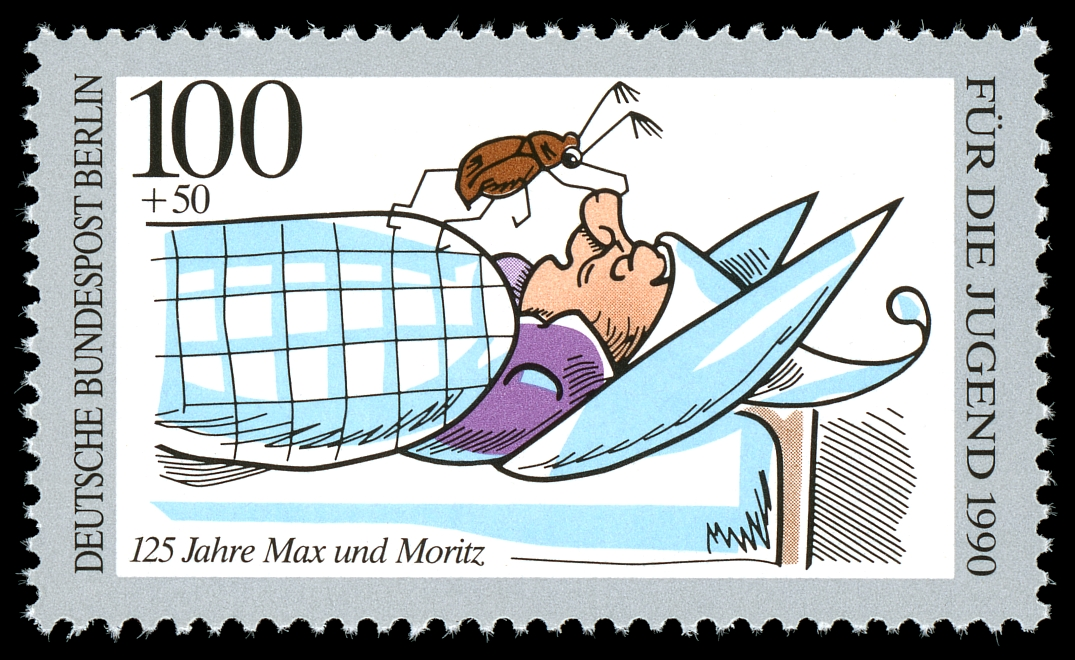
Спящий дядя и жук (немецкая марка)

Серьёзность морали, заключающейся в том, что непослушание до добра не доведёт, сглаживается ироническим замечанием автора, склонность которого к чёрному юмору прослеживается на протяжении всего повествования: «А мне-то что до этого!»
Прототипами героев истории о Максе и Морице стали деревенские жители Северной Германии, где проживал Вильгельм Буш.
Как и для других своих книг, Буш создал для «Макса и Морица» целую серию рисунков, которые так тесно срослись с текстом, что историю Макса и Морица часто называют предвестником комиксов.

## Русский перевод
Переводы истории о Максе и Морице на русский язык были выполнены Константином Льдовым и Владимиром Летучим.